# Henry Home
Henry Home, Lord Kames (Kames House, 1696 – 27 dicembre 1782), è stato uno scrittore, filosofo, avvocato giudice e  agronomo scozzese.

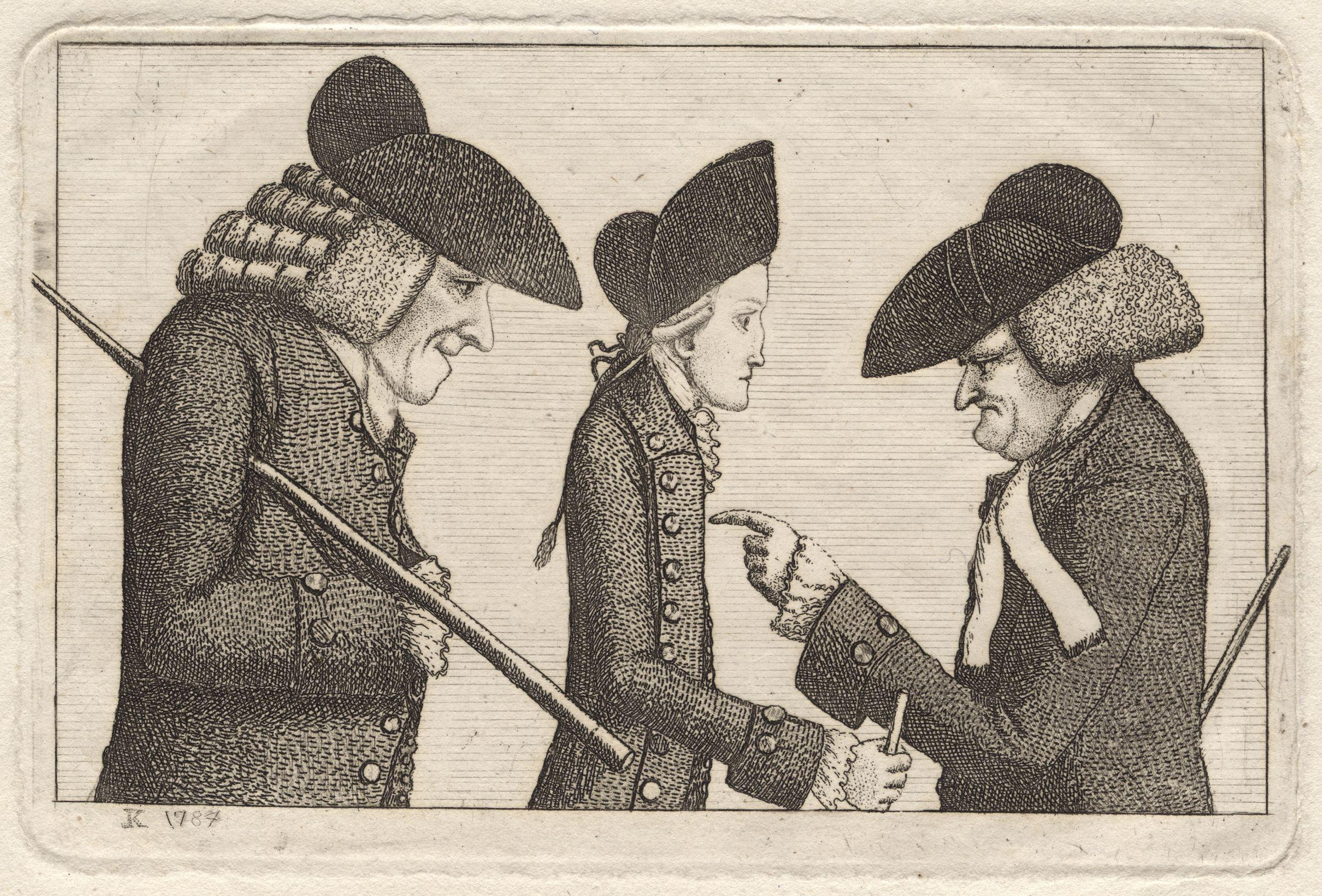
Henry Home, Lord Kames; Hugo Arnot; James Burnett, Lord Monboddo, caricatura di John Kay.

Home fu una figura centrale dell'illuminismo scozzese, fu un membro fondatore della Philosophical Society of Edinburgh, un membro attivo della Select Society. Tra i suoi protetti ci sono David Hume, Adam Smith, and James Boswell. 

## Biografia
Nato alla Kames House, tra Eccles e Birgham, Berwickshire, fu educato a casa da un tutore privato. Studiò giurisprudenza a Edimburgo, fu chiamato alla sbarra nel 1724, e divenne un avvocato. Acquistò presto una fama con diverse pubblicazioni sul diritto civile scozzese e fu uno dei leader dell'illuminismo scozzese. Nel 1752 acquisì il titolo di Lord Kames.
Home era tra i giudici del caso dello schiavo americano Joseph Knight, caso con cui fu stabilito che non ci poteva essere la schiavitù in Scozia.

## Scritti
Home scrisse molto sull'importanza della proprietà per la società.  Nel suo Essay Upon Several Subjects Concerning British Antiquities, scritto subito dopo l'insurrezione giacobita del 1745, descrisse come la politica della Scozia non era basata sulla fedeltà ai re o regina, come sostenevano i giacobiti ma sulla concessione terra dato da re in cambio di fedeltà. 
Nel Historical Law Tracts e in seguito negli  Sketches on the History of Man ha descritto la storia umana che aveva quattro fasi distinte.  La prima, quella dei cacciatori-raccoglitori, in cui le persone evitano la competizione l'un l'altro. La seconda fase, quella degli allevatori di animali domestici che richiedeva la formazione di società più ampie. Non c'era bisogno in questi stadi di leggi, eccetto quelle date dal capo della famiglia o della società.  Agricoltura era il terzo stadio che richiedeva una maggiore cooperazione e nuovi rapporti necessari per il commercio o il lavoro dipendente (o la schiavitù).  Ne dedusse che 'la stretta unione di una moltitudine di individui, necessarie per l'agricoltura' richiedeva un nuovo insieme di diritti e obblighi nella società.  Ciò richiedeva leggi e forze dell'ordine.  Un quarto stadio si spostò dai villaggi e dalle fattorie a porti e città-mercato richiedendo così più leggi e complessità ma ricavandone più benefici. Lord Kames poteva osservare questi stadi nella stessa Scozia, con le  highland pastorali/agricole, le  lowland agricole/industriali e la crescita di città commerciali ("polite – raffinate") di Glasgow ed Edimburgo.
Home era un poligenista; credeva che Dio avesse creato sulla terra razze differenti in separate regioni. Nel suo libro Sketches on the History of Man nel 1734 Home sostenne che l'ambiente, clima, o lo stato della società non giustificavano le differenze razziali, cosicché le razze dovevano derivare da ceppi distinti, separati.
Gli studi citati hanno creato il genere della storia della civiltà e hanno definito i campi dell'antropologia e della sociologia e quindi il moderno studio della storia per duecento anni.
Nel popolare testo Elements of Criticism (1762) Home discusse la nozione di regole fisse o arbitrarie per la composizione letteraria, e cercò di stabilire una nuova teoria basata sui principi della natura umana. La tradizione tardo settecentesca della scrittura sentimentale era associata con la sua idea che 'le regole genuine della critica sono tutte derivate dal cuore umano'. Il prof. Neil Rhodes ha sostenuto che Lord Kames ha svolto un ruolo significativo nello sviluppo della lingua inglese come disciplina accademica nelle università scozzesi.

## Ambiente sociale
Gli piaceva la conversazione intelligente e frequentò un gran numero di associati, tra i quali John Home, David Hume e James Boswell. Anche lord Monboddo ebbe frequenti dibattiti con Kames, anche se i due di solito avevano un rapporto fortemente competitivo e contraddittorio.

## Opere principali
- Remarkable Decisions of the Court of Session (1728)
- Essays upon Several Subjects in Law (1732)
- Essay Upon Several Subjects Concerning British Antiquities (c. 1745)
- Essays on the Principles of Morality and Natural Religion (1751)
- Principles of Equity (1760)
- Introduction to the Art of Thinking (1761)
- Elements of Criticism (1762)
- Sketches of the History of Man (1774)
- Gentleman Farmer (1776)
- Loose Thoughts on Education (1781)